# Besköl (stacja kolejowa)
Besköl (kaz. Бескөл, ros. Бесколь) – stacja kolejowa w miejscowości Besköl, w rejonie Ałaköl, w obwodzie żetysuskim, w Kazachstanie. Położona jest na linii Aktogaj - Urumczi, na trasie Nowego Jedwabnego Szlaku.